# The Blues Band
The Blues Band ist eine britische Rock- und Bluesband, die 1979 von den bereits anderweitig erfolgreichen Paul Jones, Tom McGuinness und Hughie Flint (McGuinness Flint) mit Dave Kelly und Gary Fletcher gegründet wurde und (mit nur einer Umbesetzung) noch immer aktiv ist.

## Gründung
Sänger und Mundharmonikaspieler Paul Jones (eigentlich Paul Pond, * 24. Februar 1942) war in den 1960er Jahren Leadsänger von Manfred Mann und arbeitete später als Solokünstler, Schauspieler und Hörfunkmoderator; bei Manfred Mann spielte er gemeinsam mit Bassist und Gitarrist Tom McGuinness (* 2. Dezember 1941 in Wimbledon, London). McGuinness gründete 1969 mit Hughie Flint (* 15. März 1941), vormals Drummer bei John Mayall’s Bluesbreakers, die Formation McGuinness Flint. 1979 trafen sich Jones, McGuinness und Flint sowie der Sänger und Gitarrist Dave Kelly (der unter anderem mit der John Dummer Blues Band, Howlin’ Wolf und John Lee Hooker gespielt hatte), und Bassist Gary Fletcher, um gemeinsam – vor allem in Londoner Pubs – aus Freude am Rhythm and Blues Musik zu machen.

## Bandgeschichte
Ihre erste Aufnahme, das Official Blues Band Bootleg Album, entstand im Studio aus einer Mischung von Standard-Bluessongs und eigenen Kompositionen (darunter hervorzuheben das von Jones und McGuinness geschriebene Come On In und Flatfoot Sam, das einer ihrer meistgespielten Livesongs wurde.)
Da kein Plattenlabel die Aufnahmen wollte, brachte die Band sie zunächst bei Konzerten und per Mailorder unter ihre Fans, ehe Arista Records die Blues Band unter Vertrag nahm und die LP offiziell veröffentlichte – mit Erfolg: sie stieg am 8. März 1980 in die britischen Charts ein und stieg bis auf Platz 40. Am 19. April 1980 schuf sich die Band in Europa, vor allem in Deutschland, eine feste Fangemeinde mit ihrem Auftritt als erster Act der 6. Rockpalast-Rocknacht in der Essener Grugahalle.
Im Juli 1980 veröffentlichte die Blues Band eine EP (in Deutschland als normale Single) mit dem Bob-Dylan-Titel Maggie’s Farm als erstem Song – zu Anfang der Ära der konservativen Regierung von Premierministerin Margaret „Maggie“ Thatcher gerade in Großbritannien immer wieder gern gecovert, so auch von den Specials (Textzeile: I ain’t gonna work on Maggie’s farm no more.). Diese EP blieb der einzige Singles-Charterfolg der Blues Band, jedoch stiegen 1980 und 1981 die nächsten beiden Alben wieder in die Charts ein.
1982 verließ Flint die Gruppe; er wurde durch den ehemaligen Drummer von Family, Rob Townsend (* 7. Juli 1947), ersetzt. 1983 trennte sich die Band kurzzeitig, nachdem sie ein Livealbum mit dem Titel Bye Bye Blues veröffentlicht hatte, formierte sich aber schon wenig später wieder neu. Obwohl sie nie wieder in die Nähe eines Charterfolgs kam, blieb die Band seither zusammen und ist nach nunmehr mehr als einem Vierteljahrhundert noch immer gemeinsam auf Bühne und Tonträger präsent. Fast zwanzig Alben sind in dieser Zeit entstanden, das neueste, Thank You Brother Ray (2006), ist ein Tribut an Ray Charles mit Coverversionen von dessen Songs. 2004 erschien auch eine Live-DVD, Across Borders – Live.
Jones, McGuinness und Townsend sind neben ihrer Tätigkeit in der Blues Band auch Mitglieder der Manfreds, einer Band, die man als Neuauflage von Manfred Mann ohne deren Namensgeber betrachten könnte. Jones und Kelly treten gelegentlich auch als Duo auf, und Kelly gibt Konzerte mit der Dave Kelly Band (die eigentlich The Blues Band ohne Jones und mit Kelly als Sänger ist).

## Diskografie

### Alben
- 1980: The Official Blues Band Bootleg Album
- 1980: Ready
- 1981: Itchy Feet
- 1982: Brand Loyalty
- 1983: Bye Bye Blues (Live)
- 1986: These Kind of Blues
- 1989: Back for More
- 1991: Fat City
- 1993: Homage
- 1995: Wireless
- 1996: Live at the BBC
- 1997: 18 Years Old & Alive
- 1999: The Best of the Blues Band (USA)
- 2000: Brassed Up
- 2001: Scratchin’ on My Screen
- 2002: Stepping Out
- 2004: Be My Guest
- 2004: The Official Gary Fletcher Bootleg Album (Demos)
- 2005: Blues Band Box (4-CD-Kompilation)
- 2006: Thank You Brother Ray
- 2011: Few Short Lines
- 2013: Live At Rockpalast (CD/DVD-Set)
- 2017: The Big Blues Band Live Album
- 2018: The Rooster Crowed
- 2022: So Long

## Singles
- Come on in / The Blues Band Song (1980)
- Find yourself another Fool / SUS Blues (1980)
- Nadine / That’s all right (1980)
- Who’s right, who’s wrong? / Itchy Feet (1981)
- Come on / Green Stuff (1981)
- Take me Home / So bad (1982)
- Hey Hey Little Girl / SUS Blues (1982) – limitierte live Single
- Seemed like a good Idea / Rolling Log (1982)
- Blue Collar / Duisburg Blues (1989)

## Videoalben
- Across Borders – Live (2004)
- Steppin’ Out on Main (2005)
- Live At Rockpalast (2013, CD/DVD-Set)